# Rodrigo Sepúlveda (director de cine)
Rodrigo Sepúlveda Urzúa (Santiago, 10 de octubre de 1959) es un director, productor y guionista chileno de cine y televisión.

## Biografía
Sepúlveda estudió Literatura en la Universidad de Chile, pero, como quería ser cineasta, «fue vinculándose de a poco con el mundo de las cámaras: trabajó en el Ictus en una película de Claudio di Girolamo y luego con Ricardo Larraín en la productora Filmocentro».
Colaboró en la campaña del No en el plebiscito de 1988 dirigiendo varios trozos —
su interés en la política chilena se vería reflejado más tarde en otras colaboraciones suyas, como la franja del Partido Socialista en las elecciones de 2009 y la dirección de escena del Bicentenario de Chile en el Estadio Nacional— y después se dedicó a la publicidad.
Cuando el conocido ejecutivo de televisión Jaime de Aguirre lo invitó a trabajar en TVN, aceptó de inmediato; allí dirigió algunos programas de conversación y luego pasó al área dramática, donde trabajó con Vicente Sabatini como asistente de dirección (Sucupira, Iorana y La Fiera) y creó en 2003 el espacio infantil Tronia. Después pasó al Canal 13, al área dramática, donde dirigió la adaptación de varias series.
Posteriormente regresó a TVN (dirigió algunos capítulos de La canción de tu vida en 2012, se desempeñó como asesor de guiones de área de ficción y en noviembre de 2014 fue nombrado concretamente como productor ejecutivo del área dramática de la señal estatal, tras la salida de Alex Bowen. En 2016 es removido de su cargo por una reestructuración del área dramática. En 2017 asume la dirección de contenidos del mismo área.
Reside en Santiago, pero ha vivido anteriormente en otras ciudades como Buenos Aires y Antofagasta.

## El director
Formado en Chile y Estados Unidos, su primer filme fue el cortometraje La tarde mirando pájaros (1999), basado en el cuento homónimo de Carlos Cerda; fue asistente de dirección del documental de Ricardo Larraín Pasos de baile (2000). 
Su primer largometraje, Un ladrón y su mujer (2001), está basado en un cuento de Manuel Rojas y lo protagonizan Ramón Llao y Amparo Noguera. Seis años más tarde estrenó Padre Nuestro, filme que, protagonizado por Jaime Vadell y Francisco Pérez-Bannen, compitió en los Premios Goya del año 2007 en la categoría de mejor película extranjera de habla hispana. 
Aurora —con Amparo Noguera y Luis Gnecco— es el siguiente largometraje de Sepúlveda. Estrenado en 2014, está basado en la historia real de una mujer que encuentra un bebé muerto en un basural y trata de adoptarlo para poder darle sepultura. El filme ha sido grabado casi en su totalidad en el pueblo de Quintero. Ganó el SANFIC de ese año.
Ha desarrollado una importante labor como director de televisión; es esta área destaca la dirección de la adaptación de la serie argentina Los simuladores; Portales. La fuerza de los hechos, cuarto episodio de la miniserie Héroes, y la creación del espacio infantil Tronia.
Premio Milton Friedman.
Sepúlveda ha incursionado también él la dirección teatral con la exitosa obra Red, sobre el pintor Mark Rothko, de John Logan, estrenada el 10 de octubre de 2013 en el Teatro Mori Bellavista y protagonizada por Gnecco y Martín Bacigalupo.

## Filmografía

### Director
Largometrajes
- Un ladrón y su mujer, 2001
- Padre nuestro, 2006
- Aurora, 2014
- Tengo miedo torero, 2020
- Ardiente paciencia, 2022

Cortometrajes
- La tarde mirando pájaros, 8' 1999; basado en el cuento homónimo de Carlos Cerda

Televisión
- 1996 - La Buhardilla
- 1997 - Madre e hijo
- 2001 - Vigías del sur
- 2005 - Los simuladores
- 2007 - Portales: La fuerza de los hechos
- 2012 - La mujer saliendo del mar
- 2013 - En terapia, adaptación chilena de la serie estadounindese  para el canal 3TV, que finalmente no salió[6]
- 2014 - Amor violento: Encuentro con un psicópata, 2º capítulo (inspirado en la canción de Los Tres) de la serie La canción de tu vida
- 2014 - Un año más: Locura sin límites, 5º capítulo (inspirado en la canción de Hernán Gallardo Pavéz interpretado por la Sonora Palacios) de la serie La canción de tu vida
- 2014 - Huele a peligro: Los celos e inseguridades de Natalia, 6º capítulo (inspirado en la canción de Myriam Hernández) de la serie La canción de tu vida
- 2014 - Loca: La obsesión no tiene limites, 7º capítulo (inspirado en la canción de Chico Trujillo) de la serie La canción de tu vida
- 2015 - La Poseída
- 2016 - Puro Chile
- 2016 - Por fin solos
- 2017 - 62: Historia de un mundial

### Guionista
- Padre nuestro
- No abras la puerta (telenovela)
- Caleta del sol  (telenovela)
- Aurora
- Dime quién fue (telenovela)
- Wena profe (telenovela)
- Amar a morir (telenovela)

## Premios y reconocimientos
- Finalista del Altazor 2007 con Padre nuestro
- Premio a la mejor película en el Santiago Festival Internacional de Cine 2014